# Going for the One
Albums de Yes
Yesterdays
(1974) Tormato
(1978)
Singles
1. Wonderous Stories
Sortie : Septembre 1977
2. Going for the One
Sortie : Novembre 1977

Going for the One est le huitième album studio du groupe de rock progressif britannique,  Yes. Il est sorti le 7 juillet 1977 sur le label Atlantic Records et est produit par le groupe.

## Historique

### Enregistrement
Cet album est enregistré aux Mountain Studios de Montreux. Les pièces d'orgue présentes sur Awaken, Parallels ainsi que sur une pièce inédite intitulée tout simplement Vevey, interprétée en solo par Wakeman, et disponible sur le boitier Yesyears et sur la réédition de Going for the One sortie en 2003 sont enregistrées dans l'Église Saint-Martin de Vevey. 
Il marque le retour de Rick Wakeman aux claviers, après le départ de Patrick Moraz pour les Moody Blues.

### Promotion
Il atteint la 1re place des charts britanniques et la 8e place du Billboard 200 aux États-Unis. En France, il se classe à la 10e place et est certifié disque d'or pour plus de 100 000 exemplaires vendus.
Deux singles sont tirés de cet album et sont les deux premiers singles du groupe à se classer dans les charts britanniques. Wonderous Stories, paru en septembre 1977, se classe à la 7e place, ce qui en fait le single du groupe qui obtient le meilleur classement au Royaume-Uni et Going for the One, paru en novembre 1977, se classe 24e.

### Pochette
La pochette de cet album, représentant un homme nu de dos se tenant face à un grand ensemble d'immeubles modernes, est créée par Hipgnosis. Seul le logo du groupe est une création de Roger Dean.

## Titres
| 1. | Going for the One   | Jon Anderson                     | 5:32 |
| 2. | Turn of the Century | Anderson, Steve Howe, Alan White | 7:56 |
| 3. | Parallels           | Chris Squire                     | 5:53 |

| 1. | Wonderous Stories | Anderson       | 3:49  |
| 2. | Awaken            | Anderson, Howe | 15:31 |

| 6.  | Montreux's Theme                            | Anderson, Howe, Squire, White               | 2:38  |
| 7.  | Vevey (revisited)                           | Anderson, Rick Wakeman                      | 4:46  |
| 8.  | Amazing Grace                               | traditionnel, arrangements par Chris Squire | 2:36  |
| 9.  | Going for the One (répétitions)             | Anderson                                    | 5:10  |
| 10. | Parallels (répétitions)                     | Squire                                      | 6:21  |
| 11. | Turn of the Century (répétitions)           | Anderson, Howe, White                       | 6:58  |
| 12. | Eastern Number (ancienne version de Awaken) | Anderson, Howe                              | 12:16 |

## Musiciens
D'après le livret accompagnant l'album :

### Yes
- Jon Anderson : chant, harpe sur Awaken
- Steve Howe : guitare électrique sauf sur Going for the One, guitare pedal steel sur Going for the One et Awaken,  guitare acoustique sur Turn of the Century et Awaken, chœurs sauf sur Turn of the Century, vachalia sur Wonderous Stories
- Chris Squire : basses, chœurs
- Rick Wakeman : piano et claviers électriques sur Going for the One, Turn of the Century et Awaken, orgue de l'église St Martin à Vevey en Suisse sur Parallels et Awaken, polymoog sur Wonderous Stories
- Alan White : batterie, percussions sauf sur Going for the One

### Choristes additionnels
- Ars Laeta de Lausanne : chœurs sur Awaken
- Richard Williams Singers : chœurs sur Awaken

## Classements et certifications

### Album
Classements
| Pays                                 | Durée du classement | Meilleur classement | Date              |
| ------------------------------------ | ------------------- | ------------------- | ----------------- |
| Allemagne (GfK Entertainment)        | 10 semaines         | 6e                  | 15 septembre 1977 |
| Canada (RPM)                         | 16 semaines         | 8e                  | 15 octobre 1977   |
| États-Unis (Billboard 200)           | 21 semaines         | 8e                  | 1er octobre 1977  |
| France (SNEP)                        | 16 semaines         | 10e                 | 3 septembre 1977  |
| Norvège (VG-lista)                   | 11 semaines         | 7e                  | 15 août 1977      |
| Nouvelle-Zélande (RMNZ Albums Top40) | 6 semaines          | 11e                 | 14 août 1977\|-   |
| Pays-Bas (MegaCharts)                | 9 semaines          | 9e                  | 20 août 1977      |
| Royaume-Uni (UK Albums Chart)        | 28 semaines         | 1er                 | 7 août 1977       |
| Suède (Sverigetopplistan)            | 5 semaines          | 10e                 | 29 juillet 1977   |

Certifications
| Pays        | Certification | Ventes    | Date              |
| ----------- | ------------- | --------- | ----------------- |
| États-Unis  | Or            | 500 000 + | 2 août 1977       |
| France      | Or            | 100 000 + | 1980              |
| Royaume-Uni | Or            | 100 000 + | 19 septembre 1977 |

### Classements singles
| Single            | Chart              | Durée du classement | Position | Date             |
| ----------------- | ------------------ | ------------------- | -------- | ---------------- |
| Wonderous Stories | (UK Singles Chart) | 9 semaines          | 7e       | 2 octobre 1977   |
| Wonderous Stories | (IRMA)             | 6 semaines          | 6e       | 6 octobre 1977   |
| Going for the One | (UK Singles Chart) | 4 semaines          | 24e      | 27 novembre 1977 |
| Going for the One | (IRMA)             | 4 semaines          | 16e      | 8 décembre 1977  |